# Pallenopsis meinerti
Pallenopsis meinerti är en havsspindelart som beskrevs av Schimkewitsch, W. 1930. Pallenopsis meinerti ingår i släktet Pallenopsis och familjen Phoxichilidiidae. Inga underarter finns listade i Catalogue of Life.